# Artèria espinal anterior
L'artèria espinal anterior en l'anatomia humana és una artèria que s'origina com branca col·lateral de la porció intracraneal de l'artèria vertebral. Neix de branques de les artèries vertebrals, rep sang de les arteries medulars segmentàries anteriors, incloento l'artèria radicular magna o artèria d'Adamkiewicz, i discorre al llarg de la cara anterior de la medul·la espinal. No presenta branques.

## Patologia
El trastorn de la porció anterior de la medul·la espinal porta a afectació bilateral del tracte corticoespinal, produint dèficit motor, i afectació bilateral del tracte espinotalàmic, produint dèficit sensorial en forma de pérdua de sensibilitat al dolor i la temperatura. Aquesta és la síndrome de l'artèria espinal anterior, i ocorre quan el bloqueig de l'artèria espinal anterior es produeix al nivell de la medul·la espinal.